# Akvarel
Akvarel (francosko aquarelle) je slikarska tehnika s kitajskim tušem in prozornimi, v vodi topljivimi barvili. Termin se uporablja tudi za slike, izdelane v tej tehniki.
Akvarel je lahkotna slikarska tehnika izvajalsko pa zelo zahtevna. Značilnost akvarela je, da se vidi risba, barve so transparentne in delujejo vodeno. Bele barve se ne uporablja ampak se pusti da se vidi papir, ki je lahko fino zrnat ali bolj grob, mehkejši ali trši. Uporablja pa lahko tudi papirus, skorjaste papirje, plastiko, pergamentni papir ali usnje, tekstil, les in platno. Kvalitetni papirji so izdelani ročno (najbolj znani so japonski).
Slika se tako, da se pigmente redči z vodo, najpogosteje s čopičem iz naravne dlake (najboljši so čopiči iz dlake veverice, kune ali vola), nato pa se ga nanese na podlago. Barve se lahko prelivajo z ene v drugo (papir je treba prej namočiti) ali pa so robovi ostri, slika se od svetlih proti temnejšim tonom, barvo se lahko odtiskuje, (kot monotipijo) brizgo, maskira se mesta, ki bodo bela. Barve se lahko meša tudi na samem nosilcu – papirju (močno vpojenem).
Akvarelne barve sestavljajo pigment, gumiarabika in voda. Gumiarabikum se topi v vodi v razmerju 1:5 (gumiarabika:voda). Po približno 24 urah se gumiarabika popolnoma raztopi in postane po viskoznosti in barvi podoben medu. To zmes je treba precediti skozi zelo fino sito in nato v tanki plasti zliti na neporozno podlago (plastično folijo) in pustiti dva dni, da se posuši. Suho snov odluščimo s podlage in na približno 3 cm² suhe gumiarabike dodamo čajno žličko pigmenta in nekoliko vode. Ko se gumiarabika ponovno otopi, je akvarelna barva pripravljena.
Mojstri akvarela so bili Angleži, prav tako pa se je uveljavil pri Japoncih. Lahko je samostojna tehnika ali kot mešana (akvarel-akril), kjer služi za podslikavanje.

## Zgodovina
Čeprav je akvarel verjetno je zelo stara tehnika se kot umetniški medij začne v renesansi. Nemški renesančni umetnik Albrecht Dürer (1471-1528), je naslikal več lepih botaničnih slik, slik divjih živali in krajinske akvarele in velja za prvega predstavnika te tehnike. Pomembno šolo akvarela je v Nemčiji vodil Hans Bol (1534-1593).
Kljub tem zgodnjim začetkom, so bili akvareli baročnim slikarjem le za skice, kopije ali risbe. Med pomembnimi zgodnjimi slikarji akvarelov so bili Van Dyck (med njegovim bivanjem v Angliji), Claude Lorrain, Giovanni Benedetto Castiglione in veliko nizozemskih in flamskih umetnikov. Botanične ilustracije in tiste, ki prikazujejo divje živali so verjetno najstarejša in najbolj pomembna tradicija v tehniki akvarela. Botanične ilustracije so postale priljubljene v renesansi. Botanični umetniki so bili vedno med najbolj zahtevnimi slikarji in še danes akvareli, s svojo edinstveno sposobnostjo povzemanja jasno ponazarjajo naravo v znanstvenih in muzejskih publikacijah. Ilustracija je dosegla vrhunec v 19. stoletju z umetnikom, kot je bil John James Audubon.
V poznem 18. do 19. stoletja sta trg tiskanih knjig in domača umetnost znatno prispevala k rasti medija. Akvareli so se uporabljali kot osnovni dokument, iz katerega so bile razvidne pokrajina ali turistične znamenitosti, k priljubljenosti med zbiratelji pa so prispevali tudi originali ali kopije znanih slik.
Trije angleški umetniki so bili zaslužni za utrditev akvarela kot samostojne umetnine: Paul Sandby (1730-1809), pogosto imenovan »oče angleškega akvarela«, Thomas Girtin (1775-1802), ki je pionir uporabe velikega formata za romantično ali slikovito pokrajino in Joseph Mallord William Turner (1775-1851), ki je prinesel akvarel do viška moči in prefinjenosti in ustvaril z njim stotine odličnih zgodovinskih, topografskih, arhitekturnih in mitoloških slik.
Manj priljubljen je bil akvarel v celinski Evropi, čeprav je bilo narejenih veliko lepih primerov francoskih slikarjev kot so Eugène Delacroix, François Marius Granet, Henri-Joseph Harpignies, Paul Signac, Paul Cézanne in drugi.

## 20. stoletje
Med številnimi umetniki 20. stoletja, ki slikajo pomembna dela v akvarelu so: Vasilij Kandinski, Emil Nolde, Paul Klee, Egon Schiele in Raoul Dufy, v Ameriki pa so pomembni Charles Burchfield, Edward Hopper, Georgia O'Keeffe, Charles Demuth in John Marin. Po letu 1950 je zanimanje za akvarel nekoliko upadlo, vendar ga uporabljajo še mnogi slikarji po svetu. Sodobne akvarelne barve so sedaj trajne in barvite in zanimanje za slikanje in multimedijske umetnosti pa so spodbudile povpraševanje po delih v akvarelu.